# Petra van Staveren
Petronella Grietje van Staveren, dite Petra van Staveren, née le 2 juin 1966 à Kampen, est une nageuse néerlandaise, spécialiste des courses de brasse.

## Carrière
Petra van Staveren est championne olympique de natation aux Jeux olympiques de 1984 se tenant à Los Angeles, remportant la finale du 100 mètres brasse.
Elle est aussi médaillée de bronze aux Championnats du monde de natation 1986 et médaillée d'argent aux Championnats d'Europe de natation 1983, les deux fois en relais 4 × 100 mètres quatre nages.